# نيتي هونيبول
نيتي هونيبول (بالإنجليزية: Nettie Honeyball)‏ هي مُؤسِسة نادي السيدات البريطانيات لكرة القدم، وهو أول نادي نسائي لكرة القدم عُرف في التاريخ. كما كانت لاعبة في الفريق إلى غاية ربيع سنة 1895.